# Горийское духовное училище
Горийское духовное училище — начальное учебное духовное заведение Грузинского экзархата Русской православной церкви, располагавшееся в городе Гори.

## История
Училище было основано  грузинским царем Георгием XII (1798—1800). В 1818 году для училища было построено отдельное здание. В училище преподавали русскую и древнеславянскую грамматику, церковное пение, арифметику, катехизис, греческий и латинский языки (на первом подготовительном куре),большое внимание уделялось переводам с русского на грузинский и наоборот. В разное время здесь учились И.Гогебашвили,И.Джугашвили,Л.Кецховели,С.Мгалоблишвили,Н.Ломоури и другие.
В 1917 году училище было закрыто по декрету временного правительства о передаче всех учебных заведений министерству просвещения.
3 августа 2005 года епископ Самтависский и Горийский Андрей (Гвазава) подписал со строительной фирмой договор на строительство на историческом месте нового здания духовного училища на 200 учащихся.

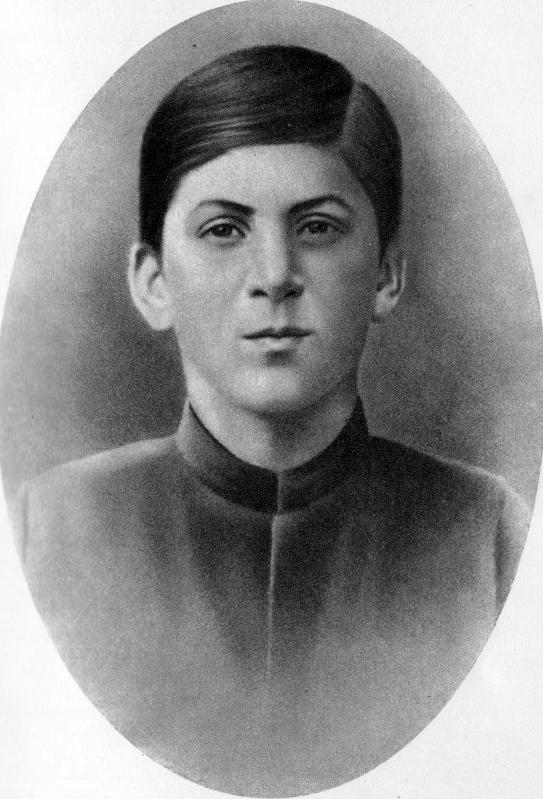
Сосо́ Джугашвили — ученик Тифлисской духовной семинарии (1894)

### Иосиф Сталин (Джугашвили)
В 1886 году Иосиф по инициативе матери пытался поступить на учёбу в Горийское православное духовное училище. Однако, поскольку ребёнок совершенно не знал русского языка, поступить в училище не удалось.
В 1889 году Иосиф Джугашвили, успешно закончив второй подготовительный класс, был принят в училище. В июле 1894 года по окончании училища Иосиф был причислен к первому разряду училищных воспитанников. Его аттестат содержит лишь две «четвёрки» по греческому языку и арифметике, по остальным предметам и поведению стоят оценки «отлично»:с.16. По окончании училища Иосиф был рекомендован для поступления в Тифлисскую духовную семинарию.
Доктор философских наук Евгений Громов на основе анализа воспоминаний сокурсников Иосифа Джугашвили делал вывод, что юноша начал сочинять стихи именно во время обучения в Горийском духовном училище] Его друзья, также занимавшиеся сочинительством, «друг друга поощряли к своего рода соревнованию».